# Casson, Loire-Atlantique

Casson este o comună în departamentul Loire-Atlantique, Franța. În 2009 avea o populație de 2,067 de locuitori.